# Wasserturm Niederlehme
Der Wasserturm Niederlehme ist ein Wasserbauwerk vom Anfang des 20. Jahrhunderts und eine Landmarke. Er versorgte von 1902 bis in die 1960er Jahre den Ort Niederlehme und die umliegenden Dörfer mit Trinkwasser. Der Turm steht seit dem Jahr 2010 unter Denkmalschutz, eine neue Nutzung ist noch nicht gefunden worden (Stand Mai 2025).

## Lage
Der auffällige Turm steht an exponierter Stelle dicht am südlichen Berliner Ring – bei der Errichtung des Turmes an der Reichsstraße 103 – und am Ufer der Dahme. Seine aktuelle Adresse lautet Karl-Marx-Straße 147, Königs Wusterhausen, Ortsteil Niederlehme. Aufgrund seines Standorts auf der schrägen Uferböschung hat er sich leicht geneigt und wird deshalb scherzhaft auch der schiefe Turm von Niederlehme genannt. Standortprobleme sind dadurch bisher nicht aufgetreten.

## Geschichte
Die in Niederlehme seit dem Beginn des 19. Jahrhunderts betriebene Kalksandsteinfabrik befand sich in den 1890er Jahren im Besitz des Berliner Kaufmanns Robert Guthmann. Er ließ den Turm an der Fernhandelsstraße errichten, um damit einerseits die Werkwohnungen seiner Arbeiter mit Trinkwasser zu versorgen, andererseits sichtbar für die Qualität seiner Produkte und den Industriestandort Niederlehme zu werben (Referenzobjekt). Die Bauentwürfe stammen von den Architekten Karl von Großheim und Heinrich Joseph Kayser. Sie orientierten sich bei der Gestaltung der Form und der Fassade des Wasserturms am Galataturm in Konstantinopel. Bis in die 1960er Jahre wurde der Wasserturm zweckentsprechend genutzt, dann jedoch stillgelegt. In der DDR-Zeit wurde das Äußere durch eine Privatinitiative notdürftig erhalten. Eine Nutzung erfolgte nicht.
Nach der Wiedervereinigung, die einherging mit Eigentumsveränderungen und der Einführung neuer Gesetze und Vorschriften, wurde der Wasserturm an eine Privatperson verkauft, die jedoch keinerlei Erhaltungsmaßnahmen durchführen ließ.

## Architektur

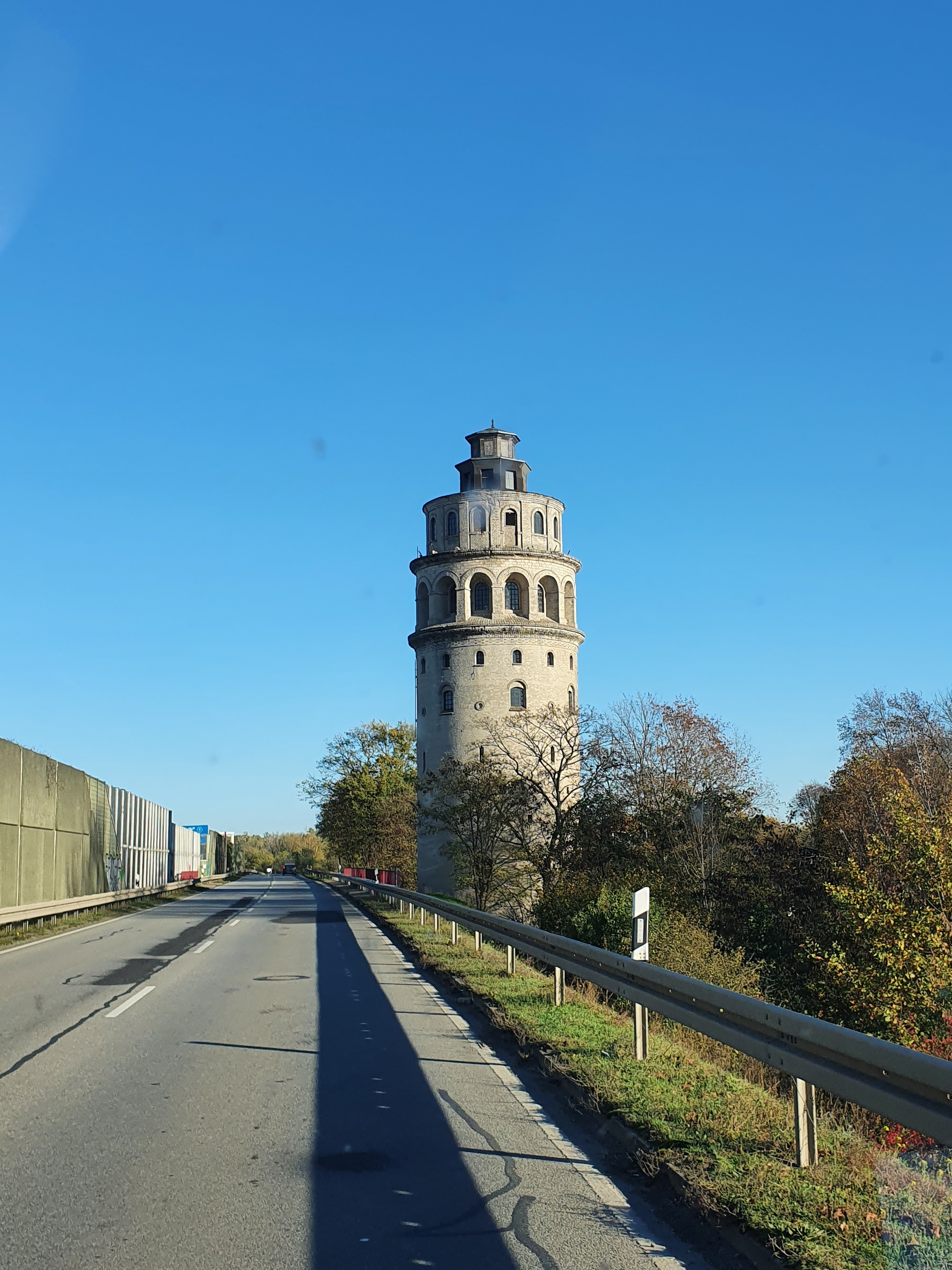
Ansicht von der Autobahn aus

Das Rundbauwerk besteht im Gegensatz zu früheren Wassertürmen nicht aus gebrannten Ziegelsteinen, sondern aus aufgemauerten Kalksandsteinen.
Sein kreisrunder Grundriss weist einen unteren Durchmesser von etwa 10 Metern auf, nach oben (bis zur fünften Etage) verjüngt er sich geringfügig auf 9,50 m. Insgesamt ist das Bauwerk sechs Etagen (27 m) hoch, der größte und höchste Raum befindet sich im Erdgeschoss, wo es Stützträger für den Wasserkessel und eine metallene Treppe gegeben hat. Die zweite und dritte Etage beherberg(t)en den Wasserkessel, Absperrschieber und Elektroanschlüsse sowie eine weitere Treppe. Die Fenster in der Kesseletage und darüber sind rundbögig und arkadenförmig angeordnet. Die fünften und sechsten Etagen bilden die obersten Teile des Turmes mit einer doppelstöckigen zurückspringenden achteckigen Laterne. Die Fenstervorsprünge und das eigentliche Dach sind mit Kupferplatten gedeckt. In der sechsten Etage gab es einen offenen Rundumgang mit einer Balustrade aus steinernen Eckpfosten und einer metallenen bauchhohen Umwehrung, die jedoch abgebaut wurde, der Austritt ist zugemauert.
Neben dem Eingang zum Turm steht eine Informationstafel zur Geschichte des Turmes und der Kalksandsteinherstellung mit Texten, historischen Fotos und auch einer Schnittzeichnung durch den Wasserturm.

## Unklare Situation
Die Stadt Königs Wusterhausen hat den Turm im Jahr 2019 gekauft, nachdem kein Pächter oder Interessent gefunden wurde. Als Problem erweist sich bisher sein Standort dicht an der Autobahn – weder zu Kulturveranstaltungen noch zu Wohnzwecken sonderlich geeignet. Es gibt bisher (Frühjahr 2025) kein überzeugendes Nutzungskonzept, außerdem fehlt in der Stadtkasse das Geld für die notwendige denkmalgerechte Sanierung. Ein Bürgerverein setzt sich dafür ein, dass im Turm ein Café, ein Festzimmer und/oder ein technisches bzw. Heimatmuseum eingerichtet werden könnten. Nun beschloss der Stadtrat, dass seitens der Stadtverantwortlichen bis Ende des Jahres 2025 ein Nutzungsentwurf auf Basis konkreter Berechnungen für die Sanierung vorgelegt werden soll.
Inzwischen droht durch abbröckelnde Fassadenelemente und durch Vandalismus Gefahr für die Standfestigkeit des Turmes, die Stadt ließ im Herbst 2024 deshalb den Turmfuß mit einem Metallstaketenzaun umgeben, den Eingang sicher verschließen und die Stockwerke fünf und sechs mit Baunetzen sichern.